# Eugeniusz Misztal
Eugeniusz Misztal (ur. 15 grudnia 1974) – polski judoka i trener judo.
Były zawodnik GKS Czarni Bytom (1991-2007). Dwukrotny brązowy medalista mistrzostw Polski seniorów w kategorii do 100 kg (1998, 2002). Ponadto m.in. mistrz Polski juniorów 1993 w kategorii do 95 kg. Uczestnik Mistrzostw Europy juniorów 1993.Trener w GKS Czarni Bytom. 